# Pokrajinski park Hamber
Pokrajinski park Hamber (engleski: Hamber Provincial Park) pokrajinski je park na zapadnim obroncima kanadskog Stjenjaka na jugoistoku kanadske pokrajine Britanska Kolumbija. 

## Povijest
Park je nazvan po upravitelju Britanske Kolumbije od 1936. – 41., Ericu W. Hamberu. Kada je osnovan 1941. godine PP Hamber je svojom izvornom površinom od 10.091 km² bio jedno od najvećih zaštićenih područja divljine u Kanadi. No, pokrajinska vlada ga je 1960-ih, pod pritiscima šumske industrije i planiranog hidroelektričkog razvoja, smanjila za 98%, te danas ima površinu od tek 240 km².

## Zemljopisni položaj
Park je s tri strane okružen NP Jasperom, s kojim je, zajedno s drugim zaštićenim područjima, upisan na UNESCO-ov popis mjesta svjetske baštine u Sjevernoj Americi 1984. godine pod nazivom „Nacionalni parkovi kanadskog Stjenjaka”.
PP Hamber uglavnom okružuje jezero Fortress i kako bi se sačuvala njegova nedirnuta divljina smreka i topola među kojima rastu azeleje i rododendroni, a kroz njega ne vode nikakvi putovi. Samo se u ljetnim mjesecima do potoka Chisel Creek Fan na obali jezera dolazi organiziranim zrakoplovnim letovima. Ostali pristupi u park su pješačenjem 22 km iz NP Jasper i skijanjem u zimskim mjesecima.

## Vanjske poveznice
- Hamber Provincial Park  Arhivirana inačica izvorne stranice od 3. svibnja 2006. (Wayback Machine) (engl.)
- IUCN list, IUCN category: II. (engl.)

### Ostali projekti
|  | Zajednički poslužitelj ima još gradiva o temi Hamber Provincial Park |